# 国立聯合大学

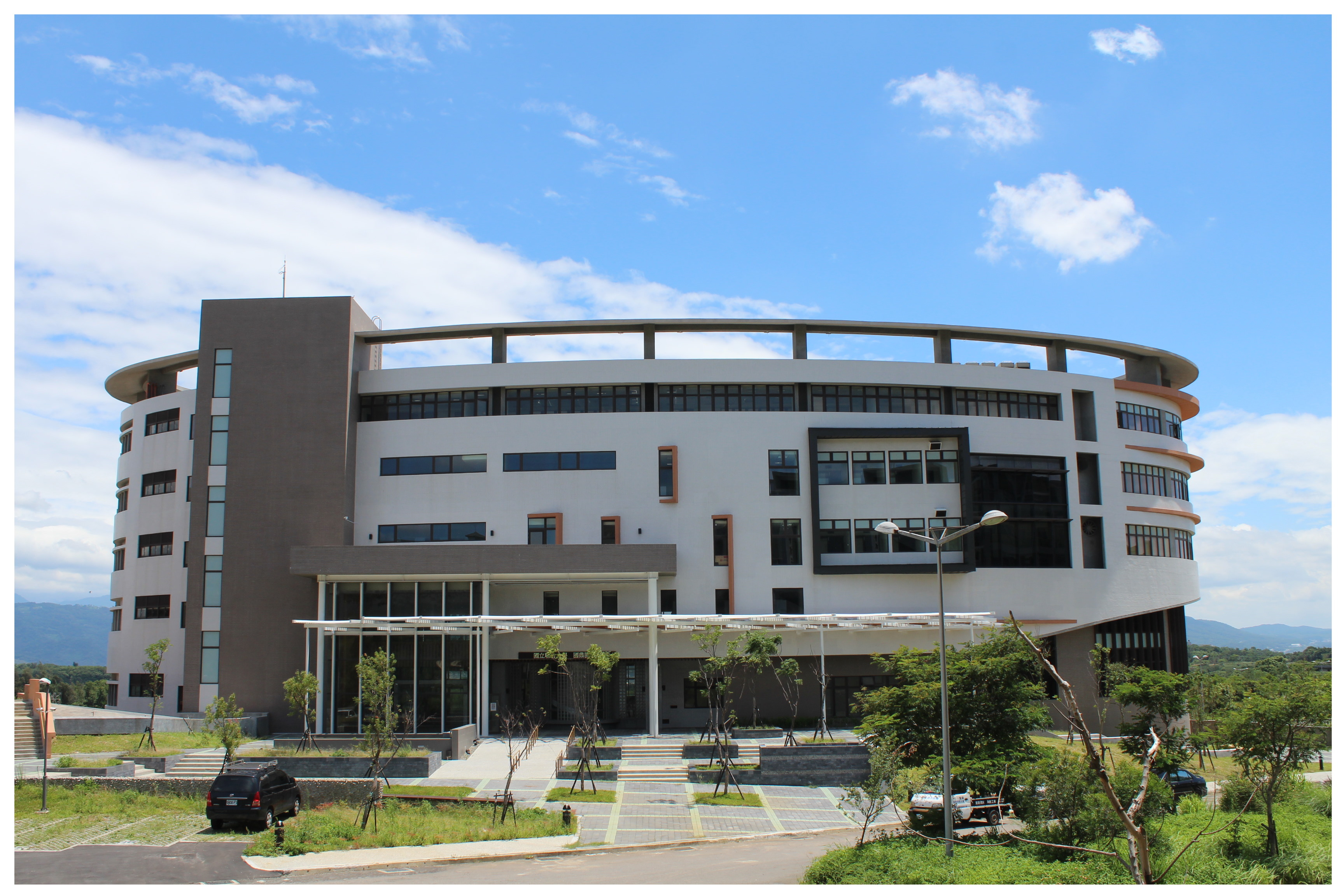
八甲校舎の図書館

国立聯合大学（こくりつれんごうだいがく、繁: 國立聯合大學、英: National United University）は、台湾省苗栗県苗栗市に位置する中華民国の国立大学である。略称は聯大。

## キャンパス
- 二坪山キャンパス
  - 面積7.7427エーカー，苗栗市恭敬里聯大1号に位置する。
- 八甲キャンパス
  - 面積56.1707エーカー，苗栗市南勢坑八甲地地区にて建設完成
- 通霄エネルギー資源キャンパス（計画中）
  - 面積は約50エーカーを予定。第1期計画として10エーカー部分の建設申請中。台湾中油や台湾電力等の投資を利用し、代替エネルギー研究施設と共に観光地としても開発の予定。

## 歴史
| 年     | 月日    | 事跡                                                                      |
| ------ | ------- | ------------------------------------------------------------------------- |
| 1969年 | 6月2日  | 経済部部長の李国鼎が公民営企業出資による大学設立を提唱                    |
| 1972年 | 6月23日 | 「私立聯合工業技術芸専科学校」として開校                                  |
| 1972年 | 9月29日 | 開校式典が行われる                                                        |
| 1973年 | 8月1日  | 「私立聯合工業専科学校」と改称                                            |
| 1981年 | 8月1日  | 夜間部を設置                                                              |
| 1992年 | 7月1日  | 商業科の設置により「私立聯合工商専科学校」と改称                          |
| 1995年 | 7月1日  | 理事会が学校を政府へ寄付することが決定 「国立聯合工商専科学校」として改編 |
| 1999年 | 8月1日  | 「国立聯合技術学院」と改称                                                |
| 2003年 | 8月1日  | 「国立聯合大学」と改称                                                    |
| 2004年 | 2月6日  | 修士コース大学院を設置                                                    |

## 組織
| - 理工学院 - 機械エンジニア学系 - 環境安全衛生システム学系 - 建築学系 - 化学系 - 土木防災システム学系 - エネルギー資源学系 - 材料科学システム系 - 工業デザイン学系 - 防災技術研究所 - 災害救助技術研究所 - 電気データ学院 - 電機系 - 電子系 - 光電系 - データ処理系 - 管理学院 - 管理研究所 - 経営管理学系 - データ管理学系 - 財務金融学系 | - 客家学院 - 人文社会学院 - 応用外国語系 - 台湾語放送系 - 台湾文学研究センター - 中国語文学系 - 研究センター - 災害救助技術研究センター - 光ケーブル研究センター - 光電テクノロジー研究センター - 客家研究センター - 苗栗学研究センター |